# Parc national de Camdeboo
Le parc national de Camdeboo est un parc national sud-africain situé dans la province du Cap-Oriental. Créé le 30 octobre 2005, il couvre 194,05 km2 au sud de la chaîne montagneuse du Sneeuberg.